# Darrgräslosta
Darrgräslosta (Bromus briziformis) är en gräsart som beskrevs av Fisch. och Carl Anton von Meyer. Darrgräslosta ingår i släktet lostor, och familjen gräs. Inga underarter finns listade i Catalogue of Life.

## Bildgalleri

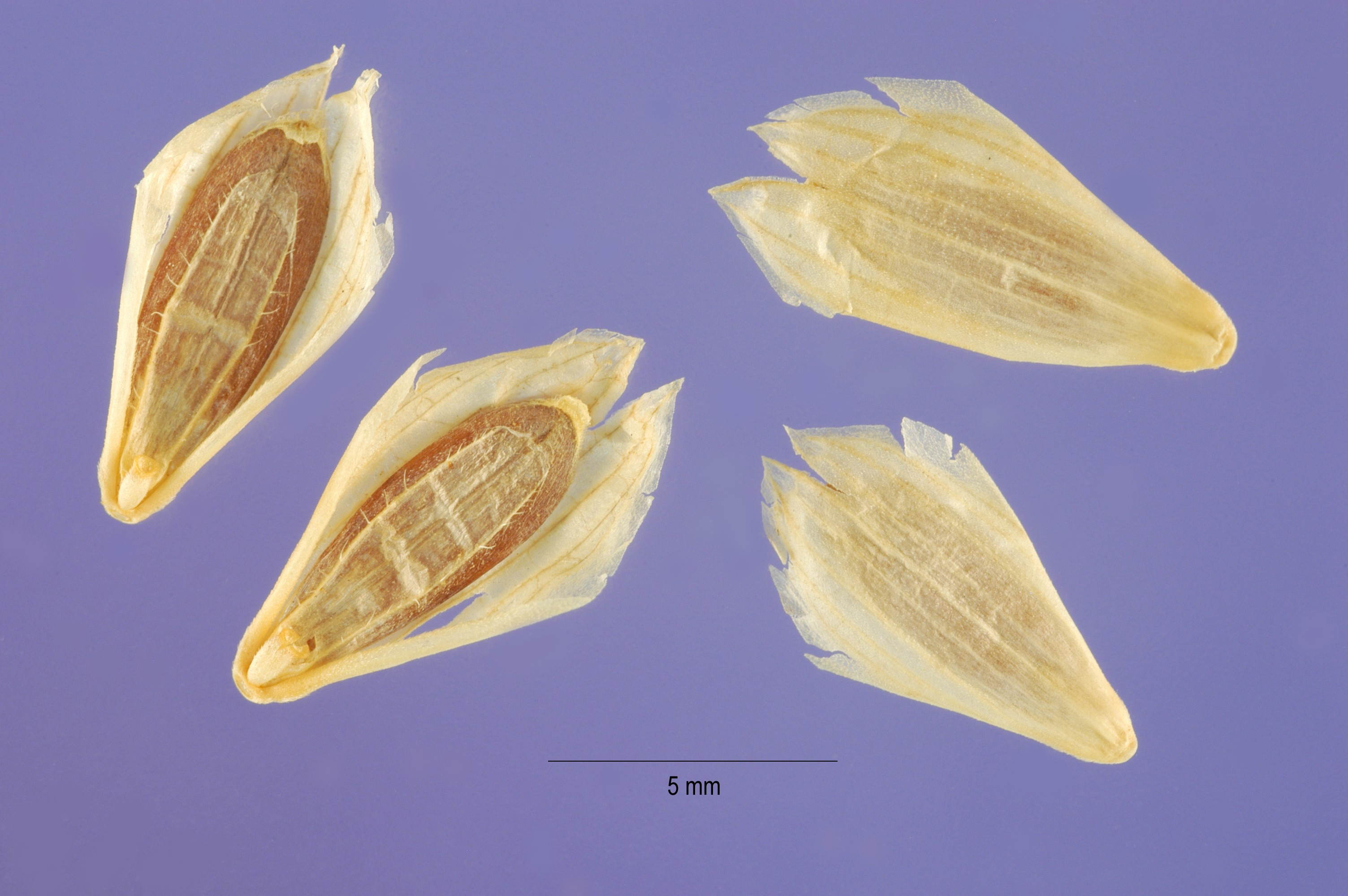